# 闻堰站
闻堰站是建设中的杭州地铁4号线三期南段和杭州地铁18号线一期的一座车站，位于中华人民共和国浙江省杭州市萧山区闻堰街道万达中路与时代大道交叉口东北角。

## 车站结构
闻堰站位于时代大道与万达中路交叉口以东，为4号线与18号线的换乘站，两线L型换乘、同步建设。18号线车站设计为地下三层站，有效站台宽13m, 标准段净宽20.7，车站总净长205m，总建筑面积173770㎡。4号线车站为终点站，设停车折返线，设计为地下二层站，有效站台宽12m，标准段净宽19.3m，车站总净长约467m，总建筑面积约20600㎡。两线车站共设4个出入口、6组风亭、5个安全出口、2部无障碍电梯。

## 历史
- 2023年10-12月，车站进场勘探，期间发现疑似地下文物遗址[3]。